# Ширња (Брашов)
Ширња (рум. Șirnea) насеље је у Румунији у округу Брашов у општини Фундата. Oпштина се налази на надморској висини од 1212 m.

## Становништво
Према подацима из 2002. године у насељу је живело 349 становника, од којих су сви румунске националности.